# Oxydia affinis
Oxydia affinis är en fjärilsart som beskrevs av W. Warren 1897. Oxydia affinis ingår i släktet Oxydia och familjen mätare. Inga underarter finns listade i Catalogue of Life.